# Liste des cyclones tropicaux au nom retiré par bassin
La liste des cyclones tropicaux au nom retiré par bassin donne les systèmes tropicaux qui se sont produits dans l’histoire consignée, selon le bassin océanique où ils se sont produits, et dont le nom ne sera plus utilisé à l'avenir eu égard aux dégâts qu'ils ont causés. Le retrait avant le XXe siècle était purement dû à la notoriété de la tempête. Depuis, le comité sur les cyclones tropicaux de l’Organisation météorologique mondiale a fixé les règles qui s'appliquent dans ce cas.

## Bassins

### Océan Atlantique

#### Nord
Ouragans pré-nomenclature formelle ou notables autrement, :
| Nom                                  | Année | Commentaire |
| ------------------------------------ | ----- | --- |
| Ouragan d’Hispaniola                 | 1495  | Premier ouragan de l’Atlantique jamais rapporté[réf. souhaitée]. |
| Ouragan du Colomb                    | 1502  | Vingt navires détruits ou engloutis. |
| Ouragan des Bermudes de 1609         | 1609  | Premier ouragan à affecter les Bermudes et qui mena à leur colonisation. Il inspira à William Shakespeare la pièce "La Tempête"                                                     |
| Grand ouragan colonial               | 1635  | Premier ouragan en Nouvelle-Angleterre |
| Harry Cane                           | 1667  | Premier ouragan rapporté dans la colonie de Virginie détruisit 10 000 maisons. Il est estimé avoir été de catégorie 3 ou 4                                                          |
| Ouragan de Terre-Neuve               | 1775  | Tua plus de 4 000 personnes |
| Grand ouragan de 1780                | 1780  | Ouragan le plus meurtrier du bassin Atlantique avec plus de 22 000 morts |
| Grande tempête de 1815               | 1815  | Ouragan de catégorie 4 frappe la Nouvelle-Angleterre |
| Ouragan de Norfolk et Long Island    | 1821  | 200 morts le long de la côte est des États-Unis |
| Racer's storm                        | 1837  | 105 morts sur un trajet de plus de 3 200 kilomètres entre les Caraïbes, le Texas et la Caroline du Nord                                                                             |
| Ouragan de Last Island               | 1856  | Ouragan qui détruisit Last Island (Louisiane), une place de villégiature des riches planteurs pour fuir la chaleur et les insectes, et fit 400 morts                                |
| Ouragan d’Indianola de 1886          | 1886  | Détruisit Indianola (Texas). |
| Ouragan de New York                  | 1893  | Ouragan de catégorie 3 qui faiblit à catégorie 1 avant de frapper directement New York                                                                                              |
| Ouragan de Sea Islands               | 1893  | 1 000 à 2 000 morts le long des côtes de Géorgie et de Caroline du Sud |
| Ouragan de Chenier Caminanda         | 1893  | 2 000 morts en Louisiane |
| Ouragan de San Ciriaco               | 1899  | Traversa l’Atlantique en 31 jours |
| Ouragan de Galveston                 | 1900  | Plus meurtrier de l’histoire américaine avec plus de 8 000 morts |
| Second ouragan de Galveston          | 1915  | Plus fort ouragan en quinze ans, le mur de protection construit après le premier ouragan de 1900 sauva la ville                                                                     |
| Grand Ouragan de Miami               | 1926  | Endommagea à tel point la Floride que son économie ne s’en remit que durant les années 1950                                                                                         |
| Ouragan Okeechobee                   | 1928  | Détruisit la Guadeloupe, Porto Rico et la Floride ; tua plus de 4 000 personnes |
| Ouragan de la République dominicaine | 1930  | 8 000 morts |
| Ouragan de la Fête du Travail        | 1935  | Frappa les Keys en Floride, le plus intense jamais rapporté aux États-Unis, tua 423                                                                                                 |
| Grand Ouragan de Nouvelle-Angleterre | 1938  | Tua 600 personnes, vitesse la plus rapide de déplacement jamais notée |
| Ouragan Surprise                     | 1943  | Premier vol de recherche à entrer intentionnellement dans un ouragan. Dernier ouragan dont les rapports de position furent censurés à cause de la Seconde Guerre mondiale. 19 morts |
| Ouragan de Fort Lauderdale           | 1947  | Frappa Fort Lauderdale avec la force d’un ouragan de catégorie 4 |
| Tempête de l'Halloween 1991          | 1991  | Connue comme « The Perfect Storm », il s'agit d'une tempête du Cap Hatteras absorbée dans un ouragan                                                                                |

Ouragans dont les noms ont été retirés à cause de leurs effets dévastateurs :
- années 1950 : Carol, Edna, Hazel, Connie, Diane, Ione, Janet, Audrey, Gracie ;
- années 1960 : Donna, Carla, Hattie, Flora, Cleo, Dora, Hilda, Betsy, Inez, Beulah, Camille ;
- années 1970 : Celia, Agnes, Carmen, Fifi, Eloise, Anita, David, Frederic ;
- années 1980 : Allen, Alicia, Elena, Gloria, Gilbert, Joan, Hugo ;
- années 1990 : Diana, Klaus, Bob, Andrew, Luis, Marilyn, Opal, Roxanne, Cesar, Fran, Hortense, Georges, Mitch, Floyd, Lenny ;
- années 2000 : Keith, Allison, Iris, Michelle, Isidore, Lili, Fabian, Isabel, Juan, Charley, Frances, Ivan, Jeanne, Dennis, Katrina, Rita, Stan, Wilma, Dean, Felix, Noel, Gustav, Ike, Paloma ;
- années 2010 : Tomas, Igor, Irene, Sandy, Ingrid, Erika, Joaquin, Matthew, Otto, Harvey, Irma, Maria, Nate, Florence, Michael Dorian.
- Années 2020 : Laura, Eta, Iota, Ida, Ian, Fiona, Beryl, Helene, Milton.

#### Sud
Les systèmes tropicaux sont rares dans l'Atlantique sud. Seulement trois tempêtes tropicales sont répertoriées et une seule a atteint le niveau de cyclone tropical :
- la tempête tropicale qui s'est formée en 1991 au large de l'Angola en avril ;
- la dépression tropicale qui s'est formée en janvier 2004 et qui a peut-être atteint le niveau de tempête tropicale ;
- le cyclone Catarina en 2004, premier cyclone tropical reconnu dans cette région et le premier à avoir touché terre.

### Océan Pacifique

#### Nord-est et central
Dans Pacifique centre-nord, les noms suivants ont été « retirés des listes » pour leur impact :
- ouragan Ioke en 2006 ;
- ouragan Iwa en 1982 ;
- ouragan Iniki en 1992 ;
- typhon Paka nommé dans le Pacifique central mais qui a atteint son intensité maximale et son plus grand impact dans la partie nord-ouest de cet océan[5].

Dans le Pacifique nord-est les noms d'ouragans suivants ont été « retirés des listes », mais il n'est pas précisé si c'est pour les dommages causés :
- ouragan Fico ;
- ouragan Fefa ;
- ouragan Ismael ;
- ouragan Pauline ;
- ouragan Kenna ;
- ouragan Otis ;
- ouragan Dora ;
- ouragan John.

Autres cyclones notables :
| Non                             | Année | Commentaire                                                                    |
| ------------------------------- | ----- | ------------------------------------------------------------------------------ |
| Ouragan de San Diego            | 1858  | Cyclone tropical le plus intense à affecter la Californie                      |
| Tempête tropicale de Long Beach | 1939  | Seul système tropical à avoir touché terre en Californie de l'histoire moderne |
| Ouragan du Mexique de 1959      | 1959  | Plus intense cyclone à avoir touché la côte du Mexique                         |

#### Nord-ouest
Dans le Pacifique nord-ouest, les cyclones tropicaux reçoivent le nom de typhon. On compte plusieurs de ces systèmes avant la nomenclature officielle de l'Organisation météorologique mondiale, dont les plus célèbres sont :
- le Kamikaze de 1281 qui détruisit la flotte d'invasion mongole attaquant le Japon ;
- un système tropical d'intensité inconnue frappant Haiphong en 1881 et tuant 300 000 personnes ;
- le typhon de Shantou d'intensité inconnue qui frappa Shantou en Chine tard le 2 août 1992, tuant plus de 50 000 personnes[9] ;
- le grand typhon de Hong Kong de 1937 tua 11 000 personnes ;
- le typhon de 1944 des 17-18 décembre coula trois destroyers américains.

| D | T | 1 | 2 | 3 | 4 | 5 |

| Nom           | Année | Endroit                                                                                  | Nombre de morts | Dommages (en millions $US de l'année) |
| ------------- | ----- | ---------------------------------------------------------------------------------------- | --------------- | ------------------------------------- |
| Lucille       | 1960  | Philippines                                                                              | 300             | Inconnu                               |
| Ophelia       | 1960  | Îles Caroline                                                                            | 2               | Inconnu                               |
| Karen         | 1962  | Îles du Pacifique, Japon                                                                 | 11              | 250                                   |
| Bess          | 1974  | Philippines                                                                              | 26-29           | 7.2                                   |
| Bess          | 1982  | Japon                                                                                    | 59              | Inconnu                               |
| Ike           | 1984  | Philippines, Sud de la Chine                                                             | 1363-3000       | 75.4                                  |
| Mike          | 1990  | Philippines, Vietnam, Sud de la Chine                                                    | 250+            | 14                                    |
| Mireille      | 1991  | Îles Ryūkyū, Sud du Japon                                                                | 52              | 3000                                  |
| Thelma        | 1991  | Philippines                                                                              | 6000            | 19                                    |
| Omar          | 1992  | Guam, Taïwan                                                                             | 2               | 457                                   |
| Ivan          | 1997  | Îles Marshall, Guam, Philippines                                                         | 14              | 9,6                                   |
| Vamei         | 2001  | Singapour, Malaisie, et Sumatra                                                          | 0               | Aucun                                 |
| Chataan       | 2002  | Chuuk, Japon                                                                             | 31              | 59.8                                  |
| Rusa          | 2002  | Corée                                                                                    | 113             | 6000                                  |
| Pongsona      | 2002  | Guam, îles Mariannes                                                                     | 3               | 700                                   |
| Imbudo        | 2003  | Philippines                                                                              | 21              | 37                                    |
| Maemi         | 2003  | Îles Ryūkyū et Corée du Sud                                                              | 115             | 4100                                  |
| Sudal         | 2004  | Yap                                                                                      | 1               | Inconnu                               |
| Rananim       | 2004  | Est de la Chine                                                                          | 115             | 4000                                  |
| Matsa         | 2005  | Taïwan, Okinawa, Nord-Est de la Chine                                                    | 25              | 2230                                  |
| Nabi          | 2005  | Îles Mariannes, Japon, Corée du Sud                                                      | 75              | Inconnu                               |
| Longwang      | 2005  | Taïwan, Sud-Est de la Chine                                                              | 148             | 150+                                  |
| Chanchu       | 2006  | Philippines, Taïwan, Sud-Est de la Chine et Japon                                        | 104             | 1200                                  |
| Bilis         | 2006  | Philippines, Taïwan, Sud-Est de la Chine                                                 | 672             | 4400                                  |
| Saomai        | 2006  | Îles Mariannes, Philippines, Taïwan, Sud-Est de la Chine                                 | 458             | 2500                                  |
| Xangsane      | 2006  | Philippines, Hainan, Vietnam, Cambodge, Thaïlande                                        | 279             | 747                                   |
| Durian        | 2006  | Philippines, Vietnam, Thaïlande                                                          | 819+            | 508+                                  |
| Morakot       | 2009  | Taïwan, Chine, péninsule coréenne                                                        | 789             | 6 200                                 |
| Ketsana       | 2009  | Philippines, Vietnam, Laos, Cambodge, Thaïland                                           | >900            | 109                                   |
| Parma (en)    | 2009  | Philippines, Chine, Vietnam                                                              | 500             | 617                                   |
| Fanapi (en)   | 2010  | Taïwan, Chine                                                                            | 105             | 1 004                                 |
| Washi         | 2011  | Micronesie, Palau, Philippines                                                           | 1 268           | 97,8                                  |
| Vincente (en) | 2012  | Philippines, Chine, Vietnam, Laos, Birmanie                                              | 32              | 350,9                                 |
| Bopha         | 2012  | Micronesie, Philippines                                                                  | 1 901           | 1 160                                 |
| Sonamu        | 2013  | Philippines, Vietnam, Malaysie                                                           | 2               | Minimal                               |
| Utor          | 2013  | Philippines, Chine                                                                       | 97              | 3 900                                 |
| Fitow (en)    | 2013  | Chine, Taïwan, Japon                                                                     | 12              | 10 400                                |
| Haiyan        | 2013  | Palau, Philippines, Vietnam, Chine                                                       | ~10 000         | 4 550                                 |
| Rammasun      | 2014  | Philippines, Chine, Vietnam                                                              | 225             | 8 077                                 |
| Soudelor      | 2015  | Îles Mariannes, Japon, Taïwan, Chine                                                     | 40              | 3 839                                 |
| Mujigae (en)  | 2015  | Philippines, Chine                                                                       | 29              | 4 251                                 |
| Koppu (en)    | 2015  | Philippines                                                                              | 62              | 313                                   |
| Melor (en)    | 2015  | Philippines                                                                              | 51              | 148                                   |
| Meranti       | 2016  | Philippines, Taïwan, Chine                                                               | 47              | 4 802                                 |
| Sarika (en)   | 2016  | Philippines, Chine, Vietnam                                                              | 37              | 876                                   |
| Haima (en)    | 2016  | Philippines, Taïwan, Chine                                                               | 19              | 976                                   |
| Nock-ten (en) | 2016  | Philippines                                                                              | 13              | 128                                   |
| Hato          | 2017  | Philippines, Taïwan, Chine, Vietnam                                                      | 24              | 6 821                                 |
| Kai-tak (en)  | 2017  | Philippines, Malaysie                                                                    | 83              | 75                                    |
| Tembin (en)   | 2017  | Philippines, Malaysie, Vietnam                                                           | 266             | 42,4                                  |
| Rumbia (en)   | 2018  | Japon, Chine                                                                             | 53              | 5 360                                 |
| Mangkhut      | 2018  | Guam, Philippines, Taïwan, Chine                                                         | 134             | 3 740                                 |
| Yutu (en)     | 2018  | îles Carolines, Mariannes, Philippines, Sud de la Chine, Taïwan                          | 30              | 854                                   |
| Lekima (en)   | 2019  | îles Carolines, Philippines, archipel Ryūkyū, Taïwan, Corée du Sud, Chine                | 90              | 9 280                                 |
| Faxai (en)    | 2019  | Japon                                                                                    | 3               | 8 120                                 |
| Hagibis       | 2019  | Îles Mariannes, Japon, Corée du Sud, extrême est de la Russie, îles Aléoutiennes, Alaska | 98              | >15 000                               |
| Kammuri (en)  | 2019  | Îles Carolines, Mariannes, Philippines                                                   | 12              | 116                                   |
| Phanfone      | 2019  | Îles Carolines, Philippines                                                              | 50              | 67,2                                  |
| Vongfong (en) | 2020  | Palau, Philippines, Taïwan                                                               | 5               | 50                                    |
| Linfa (en)    | 2020  | Philippines, Indochine                                                                   | 138             | 217                                   |
| Molave (en)   | 2020  | Philippines, îles Spratleys, Malaisie, Indochine                                         | 71              | 660                                   |
| Goni (en)     | 2020  | Philippines, Indochine                                                                   | 32              | 415                                   |
| Vamco (en)    | 2020  | Philippines, Indochine                                                                   | 102             | 440                                   |

| Nom               | Identification | Nom au Japon                     |
| ----------------- | -------------- | -------------------------------- |
| Marie (en) (1954) | T5415          | typhon Toyamaru (ja)             |
| Ida (1958)        | T5822          | typhon Kanogawa                  |
| Sarah (en) (1959) | T5914          | typhon Miyakojima                |
| Vera (1959)       | T5915          | typhon Isewan                    |
| Nancy (1961)      | T6118          | typhon Second Muroto             |
| Cora (en) (1966)  | T6618          | typhon Second Miyakojima (ja)    |
| Della (en) (1968) | T6816          | typhon Troisième Miyakojima (ja) |
| Babe (en) (1977)  | T7709          | typhon Okinoerabu (ja)           |

Autres typhons très importants :
- typhon Man-yi (Bebeng), 2007, le plus fort typhon à frapper le Japon en juillet[11] ;
- Maggie, Sam, York et Cam 1999: quatre tempêtes à frapper près de Hong Kong dans une seule saison ;
- typhon Paka, 1997 : Guam ;
- typhon Herb, 1996: le plus fort et le plus large cyclone de cette année-là, il donna de la pluie diluvienne à Taïwan et en Chine, tuant des milliers de personnes ;
- typhon Nina, 1975 : donna de la pluie abondante dans l’Est de la Chine, contribua à l’effondrement du barrage de Banqiao, tuant au moins 229 000 personnes[12],[13] ;
- typhon Pamela, 1976 : Guam ;
- typhon Tip, 1979 : plus intense et large typhon au Japon ;
- typhon Rose, 1971 : Hong Kong
- typhon Wanda, 1962 : celui qui est le plus souvent cite par les habitants de Hong Kong comme l’exemple typique d’un typhon meurtrier. Bien que seulement de catégorie 2 (échelle Saffir-Simpson), le mauvais système d’avertissements a conduit à des pertes importantes de vies humaines dans les Nouveaux Territoires par l’onde de tempête.

### Océan Indien

#### Nord
La partie nord de l'océan Indien est l'une des plus actives du point de vue des cyclones tropicaux mais il n'existe que peu de données à leur sujet. Voici une liste incomplète des plus célèbres :
- 1480 : un temple hindou relate que cette année-là une violente tempête a coupé un isthme naturel, le pont d'Adam, qui joignait l'Inde au Sri Lanka ;
- 1737 : le cyclone de Calcutta de 1737 ;
- 1864 : le cyclone de Calcutta de 1864 tua environ 60 000 personnes dans la région de Calcutta, Inde ;
- 1970 : le cyclone de Bhola tua entre 300 000 et 500 000 personne au Bangladesh (partie orientale du Pakistan, à cette époque) ;
- 1986 : le cyclone Erinesta balaya l'île Tromelin ;
- 1991 : le cyclone Gorky fit 138 000 morts dans la région de Chittagong au Bangladesh ;
- 1999 : le cyclone d'Orissa tua 10 000 dans l'État de Orissa en Inde[14] ;
- 2006 : le cyclone Mala frappa le Myanmar et causa de sérieux dommages ;
- 2007 : le cyclone Gonu est le plus fort cyclone tropical à passer dans la mer d'Arabie et à frapper la Péninsule Arabique ; il causa 4 milliards $US de dommages à Oman ;
- 2007 : le cyclone Sidr frappa le Bangladesh le 15 novembre et tua au moins 3 347 personnes ;
- 2008 : le cyclone Nargis frappa la Birmanie le 2 mai et tua au moins 100 000 personnes (estimation).

### Autour de l'Océanie
L'Australie et les îles environnantes comme la Papouasie-Nouvelle-Guinée et la Nouvelle-Zélande baignent à la limite de deux océans où peuvent se former des cyclones tropicaux qui peuvent facilement passer d'une zone à l'autre. Voici les plus célèbres cyclones du Pacifique sud, et de l'océan Indien sud-est, :
- cyclone Mahina, 4 mars 1899 : 410 morts ;
- cyclone Mackay, 1918 : trente morts et des dommages importants ;
- cyclone de Rockhampton, 1949 : 6 morts et 1 000 maisons endommagés dont 500 totalement détruites ;
- cyclone Ada, 1970 : frappe île de villégiature de Whitsunday et le continent près de là, tuant 14 personnes et causant des dommages pour 390 millions $AUS (1970) ;
- cyclone Althea, 1971 : frappe Magnetic Island et Townsville au Queensland le jour de Noël ;
- cyclone Wanda, 1974 : causa des inondations généralisées dans le Sud-Est du Queensland et le Nord-Est de la Nouvelle-Galles du Sud ;
- cyclone Tracy, 1974 : 71 morts le jour de Noël dans la ville dévastée de Darwin, Territoire du Nord. Le plus coûteux cyclone de l'histoire australienne mais le plus petit en termes de dimensions et de vents ;
- cylone Alby, 1978 : 5 morts dans le Sud-Ouest de l'État de l'Australie de l'Ouest. On a noté dans la ville d'Albany la plus forte rafale de vent de l'histoire australienne ;
- cyclone Joy, 1990 : 6 morts et plus de 234 millions $US de dommages dans le Nord du Quennsland ;
- cyclone Bobby, 1995 : 7 morts dans le naufrage de deux bateaux de pêche au large de la côte de Onslow (Australie-Occidentale). Le cyclone devint ensuite une dépression extratropicale et laissa des pluies diluviennes qui inondèrent les zones intérieures de l'État, emportèrent la route principale ainsi que coupèrent la voie du Trans-Australian Railway pour plusieurs jours ;
- cyclone Olivia, 1996 : l’Organisation météorologique mondiale (OMM) a homologué début 2010 le record du vent le plus violent jamais observé scientifiquement sur Terre, hors ceux des tornades, de 408 km/h le 10 avril 1996 à Barrow Island en Australie lors du passage d'Olivia[17] ;
- cyclone Justin, 1997 : 7 morts et des dommages de 190 millions $AUS (1997) ;
- cyclone Thelma, 1998 : un cyclone de catégorie 5 supérieure qui frappa la région de Kimberley en Australie-Occidentale causant d'importants dommages et des inondations près de Darwin ;
- cyclone Vance, 1999 : de catégorie 5 qui a causé de forts dommages dans la région de Exmouth et Onslow en Australie-Occidentale ;
- cyclone Steve, 2000 : un cyclone de catégorie 2 traversant le Nord de l'Australie causa des inondations au Queensland, dans le Territoire du Nord et l'Australie-Occidentale ;
- cyclone Rosita, 2000 : de catégorie 5, il frappa près Broome, Australie-Occidentale ;
- cyclone Heta, 2004 : de catégorie 5, il frappa les îles Tonga, Niue, Samoa et les Samoa américaines ;
- cyclone Ingrid, 2005 : de catégorie 5, ce cyclone traversa tout le Nord de l'Australie ;
- cyclone Larry, 2006 : ce catégorie 4, il causa pour 1 milliard de $AUS (2006) de dommages sur la côte du Queensland à Innisfail ;
- cyclone Glenda, 2006 : il traversa la côte ouest de l'Australie en tant que catégorie 5 puis diminua à catégorie 3 en arrivant à Onslow ;
- cyclone Monica, 2006 : le plus puissant cyclone (catégorie 5) de l'hémisphère sud du point de vue vent et selon la technique de Dvorak la pression centrale estimée était de 869 hPa. Cependant la mesure officielle faites par les avions de reconnaissance du Joint Typhoon Warning Center n'était que de 879 hPa ;
- cyclone George, 2007 : de catégorie 4, il toucha terre à l'est de Port Hedland tuant trois personnes ;
- cyclone Guba, 2007 : bien que seulement de catégorie 1, lorsqu'il frappa la Papouasie-Nouvelle-Guinée, il fit 170 morts.